# Georg Schreck
Georg Wilhelm Ismael Schreck (Hämeenlinna, 25 febbraio 1859 – Tampere, 15 marzo 1925) è stato un architetto finlandese.

## Opere
- Faro di Märket (1885)
- Municipio di Tampere (1890)
- Scuola Johannes a Tampere (1898)
- Casa delle feste di Tampella (1898)
- Ponte Aunessilta a Teisko (1899)
- Centro culturale delle dogane di Tampere (1901)
- Casa Schreck a Tampere (1902)
- Scuola a Tammela (1911)
- Chiesa di Vilppula (1912)
- Immobile commerciale Otra a Tampere (1912)